# رازلوگ
نام شهری است در استان بلاگووگراد کشور بلغارستان.